# Спортивный пейнтбол
Спорти́вный пэйнтбо́л (пейнтбол) — разновидность пейнтбола.

## Игровая площадка

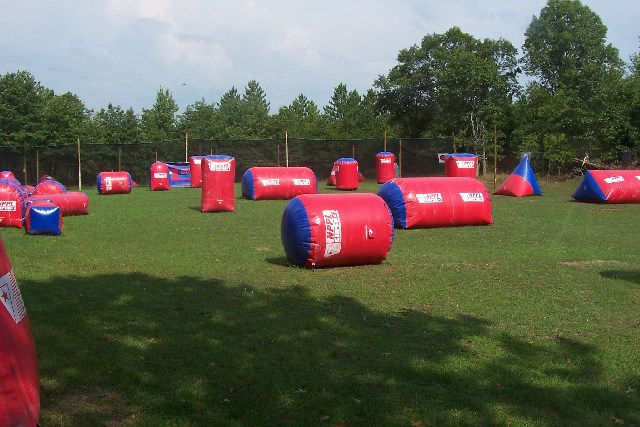
Обычная площадка для спортивного пэйнтбола, состоящая из надувных укрытий.

Отличительная особенность спортивного пейнтбола — это огороженная защитной сеткой, высота не менее 6 метров, площадка (45 м на 36м) с ровным искусственным (ковролин) или естественным покрытием (трава, газон), где роль укрытий выполняют симметрично расположенные надувные фигуры. Более высокая степень безопасности игроков, в отличие от тактического пейнтбола осуществляется за счёт строгих правил проведения турниров (качество площадки, наличие судей, контроль оборудования игроков и многое другое).

## Правила игры
Игра идёт на время. Раунды делятся на геймы и по времени длятся от 3 до 20 минут чистого игрового времени. Время гейма зависит от уровня команд. В среднем гейм длится 1-2 минуты, но может быть как затяжным (3-5 минут и более), так и скоротечным (от 30 секунд до 1 минуты).
Вариантов много. Первый вариант: захватить флаг противника, находящийся на его стартовой базе и непоражённым принести его на свою базу. Второй вариант: захватить флаг, находящийся в центре поля и занести его в ворота (базу) соперника. Третий вариант: нажать кнопку на базе соперника.
В зависимости от серии соревнований на поле может находится 3, 5 и 7 игроков в каждой команде.
По сигналу судьи или звуковому сигналу (сирена, свисток) команды разбегаются за свои укрытия (фигуры) и занимают более выгодные укрытия, отстреливают противника на разбежке (старте).
Далее наступает самая зрелищная часть игры: переходы, стрельба, ауты, размены, атаки и защита. Обычно для захвата флага игрокам команды необходимо поразить всех игроков противоборствующей команды, после чего подойти к базе. Если флаг захвачен, доставлен на базу, и игрок «чистый» (не поражён), то команда считается победившей.
В феврале 1996 года в России появилась Российская федерация пэйнтбола, которая начала проводить программу по признанию пэйнтбола в России видом спорта, организовывать регулярные чемпионаты России, разрабатывать и утверждать в Государственном Комитете по физической культуре, спорту и туризму РФ правила соревнований, спортивные классификации и единые нормативные требования при проведении пэйнтбольных мероприятий, готовить методические рекомендации. Усилиями этой организации пэйнтбол стал одним из технических видов спорта, заведуемых РОСТО.
Российская федерация пэйнтбола объединяет более 15-ти региональных федераций спортивного пэйнтбола, а также федерации Москвы и Санкт-Петербурга. Соревнования проводятся в четырёх лигах — высшей, первой, второй и третьей.